# عبد الحفيظ خان اليوسفي
عبد الحفيظ اليوسفي ( 1937-14 فبراير 2020)، هو مستشار زراعي لرئيس دولة الإمارات الأسبق زايد بن سلطان آل نهيان.

## النشأة
اليوسفي، مواطن إماراتي متجنس من أصل باكستاني. قد وصل إلى أبو ظبي عام 1962، بدعوة خاصة من زايد بن سلطان آل نهيان، الذي كان يشغل آنذاك منصب ممثل الحاكم في المنطقة الشرقية.

## التعليم والمهنة
انتقل اليوسفي إلى بيروت وحصل على شهادة الدراسات العليا في العلوم الزراعية من الجامعة الأمريكية في بيروت. وفي نفس الوقت من عام 1962، لجأ الشيخ زايد، الذي كان آنذاك ممثل الحاكم السابق للمنطقة الشرقية بالإمارات المتصالحة، إلى الدبلوماسية الدولية للعثور على شخص لتطوير الزراعة في العين. اتصل السير هيو بوستيد، الوكيل السياسي البريطاني في أبو ظبي، بالدكتور جاك آير، المستشار الزراعي لقسم تنمية الشرق الأوسط في السفارة البريطانية في بيروت، طالباً مرشحاً. في النهاية اختير اليوسفي. وفي مايو 2015، أصدر اليوسفي كتابه "50 عاماً في واحة العين"، وأهداه للشيخ زايد خلال معرض أبو ظبي الدولي للكتاب 2015. بقي اليوسفي في الإمارات العربية المتحدة بعد أن نشأت علاقة صداقة جيدة بينه وبين الشيخ زايد. وعاش في منزله في العين حتى توفي فيها بعد معاناة مع مرض سرطان الدم منذ عدة سنوات..